# Kumbh Mela
Kumbh Mela (da. urnens eller krusets fest) er hinduernes vigtigste valfart, som finder sted på visse særlige, astrologisk bestemte dage, fire gange i løbet af en tolvårsperiode til en af byerne Prayag (hvor Ganges og Yamuna løber sammen ved Allahabad), Haridwar (ved Ganges), Ujjain (ved Shipra) eller Nashik (ved Godavari), hvor "udødelighedens nektar" en gang i mytologisk fortid skal være spildt under en strid mellem det gode og det onde. Når Kumbh Mela falder særligt favorabelt astrologisk, afholdes en "Maha Kumbh Mela" (Maha = store).
Mange millioner mennesker deltager i hver Kumbh Mela, som anses for den kvantitativt største valfart i verden.

Se multimedieproduktionen om Kumbh Mela 2007 på dette link: http://www.bombayfc.com/kumbhmela Arkiveret 12. august 2007 hos  Wayback Machine
- Wikimedia Commons har flere filer relateret til Kumbh Mela

| Religion | Spire Denne religionsartikel er en spire som bør udbygges. Du er velkommen til at hjælpe Wikipedia ved at udvide den. |